# Aeonium bravoanum
Aeonium bravoanum är en fetbladsväxtart som beskrevs av David Bramwell och Rowley. Aeonium bravoanum ingår i släktet Aeonium och familjen fetbladsväxter. Inga underarter finns listade i Catalogue of Life.